# Rabat, Malta
Rabat (maltesiska: Ir-Rabat) är en ort och kommun i republiken Malta. Den ligger i den centrala delen av landet, 11 kilometer väster om huvudstaden Valletta.